# Sant Joan (Sant Guim de Freixenet)
La Sant Joan de Palamós és una capella al terme municipal de Sant Guim de Freixenet (Segarra) catalogada a l'Inventari del Patrimoni Arquitectònic de Catalunya. Capella molt modificada i en estat de ruïna, situada dins del nucli urbà abandonat de Palamós. Es tracta d'un edifici d'una sola nau, de planta rectangular, capçalera plana, ràfec de teula i maó que ressegueix el seu perímetre i coberta enfonsada. A la façana principal sobre la porta d'accés, d'estructura allindada. Un campanar d'espadanya d'un ull, corona aquesta façana principal.
El poble de Palamós va néixer al voltant d'una fortalesa a mitjans del segle xi, moment en què es va reconquerir aquest indret i s'organitzà la seva repoblació. En aquest moment cal situar la construcció de la primitiva església que fou sufragània de Santa Maria de Freixenet, vinculada al bisbat de Vic fins al 1957, moment en què passa a formar part del de Solsona.